# Hino da República Socialista Soviética da Moldávia
O Hino Nacional da RSS da Moldávia foi o hino nacional da Moldávia, quando era uma república da União Soviética e era conhecido como a RSS da Moldávia.
Originalmente, o hino começou com as palavras, "Moldávia cu doine străbune pe plaiuri" e foi composta por Ștefan Neaga, com a letra dos poetas Emilian Bukov e Bogdan Istru (Ivan Bodarev) em 1945.
Em 1980, Ivan Bodiul, o primeiro-secretário do Partido Comunista da Moldávia, autorizou o compositor Eduard Lazarev para modificar o hino em uma "renovação" musical, o que culminou na segunda edição do hino.
As letras foram escritas novamente, com a remoção de todas as referências a Joseph Stalin. A música também foi alterada, removendo a estrutura original de três estrofes em favor de uma única estrofe de três partes.
As palavras do começo do hino foram alteradas para "Moldávia Sovietică".

## História
Em 1945, Ștefan Neaga escreveu a melodia para o Hino da RSS da Moldávia, uma vez que Emil Bukov e Bogdan Istru haviam criado as letras. Graças a este trabalho, o compositor e os escritores ganharam o primeiro prêmio de um grande concurso musical na União Soviética [carece de fontes
], onde compositores da Moldávia e outras repúblicas soviéticas apresentaram suas obras.
"E. Bukov lembrou como exigente e auto-crítico foi Ștefan Neaga. Para este hino, ele fez dezenas de variantes, cada vez mais insatisfeito. O hino - disse o compositor -, tinha de ser composto de uma maneira que quando uma pessoa o ouvisse, levantasse preenchido por um profundo sentimento patriótico.
O hino que eles criaram, era muito apreciado por músicos, tornando-se por mais de 45 anos a principal canção do país. Através deste trabalho musical, Neaga se tornou o eterno orgulho e a alegria do povo Moldávio. (Moldávia socialistă, 1951) "O hino da RSS da Moldávia é uma das melhores criações do gênero. Adotado em 1945, entrou para três décadas e meia no simbolismo de nossa república".
Foi muito melódico e tinha laços com a música popular. O musicólogo Leonid Răilean testificou: "Nos anos do "grande país" (URSS), um dia, o hino foi muito apreciado. Porém, como o seu autor já não estava mais vivo, e a URSS vivia também um processo de desestalinização Ivan Bodiul autorizou Eduard Lazarev a "renovar" o hino. Esta renovação deformou e danificou a estrutura da música e a sua sonoridade. De uma forma ou de outra, no início dos anos 90, como sinal de desmembramento da União Soviética, o hino também deixou de ser o oficial da Moldávia.
Ștefan Neaga disse que ele queria representar, com a sua obra, "a criatividade e o amor do Grande Stalin, a certeza da vitória do comunismo, e do seu desejo de exercer todas as suas forças para fazê-lo".
"Eu queria tocar neste gratificante evento musical, para criar o símbolo destas vitórias históricas, em que o povo Moldavo recuperou a sua liberdade."
Neaga foi um artista que supervisionou, sob sua própria vista, os pontos fracos de sua arte. O escritor francês Claude Roy, disse que há um tipo de personagem no qual pode-se ver uma criação como "uma arte que brilha para si e para os outros, um pouco mais do que uma pode realmente viver a sua vida." [carece de fontes?]

## Mistério das letras

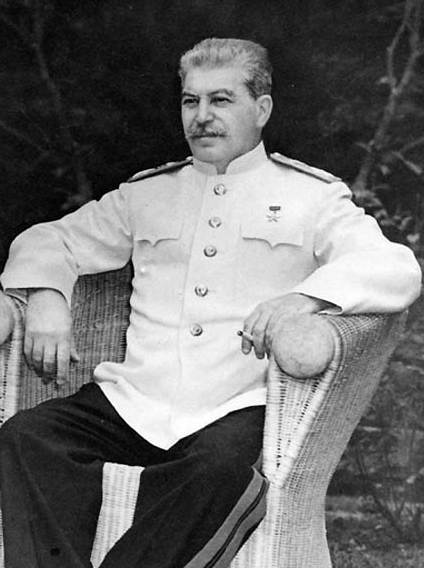
Stalin em 1945

No instrumentais de gravação do hino nacional Moldavo, feita pela Banda Filarmônica do Ministério da Defesa da URSS, em 1968, a versão original feita por Neaga em 1945, pode ser ouvida. Ele é um "típico" hino soviético com três estrofes e três coros.
O youtuber Derovolk, cujo canal é conhecido pela publicação de hinos e músicas patrióticas de diversos países, está organizando um concurso na internet, com o objetivo de encontrar uma gravação cantada do primeiro hino da RSS da Moldávia. Existe apenas um único vídeo disponível na internet que executa uma gravação incompleta do antigo hino cantado, mas, até hoje, ninguém conseguiu encontrar a cópia original desta gravação.
Existem várias tentativas para explicar a estrutura musical do hino antigo. Alguns sugeriram três estrofes e um refrão, como o Hino da União Soviética, ou uma estrutura de seis estrofes, como o Hino da RSS da Geórgia. Atualmente, não existe nenhuma gravação dos vocais da versão original do hino disponível na internet. 
O político Moldavo e historiador Valeriu Passat, afirmou, em sua exposição "13 ani de Stalinism. RSS Moldovenească în anii 1940-1953" (13 anos de stalinismo, RSS Moldávia nos anos 1940-1953) que Iosif Mordoveț obrigou os autores a escrever o hino. Inclusive, é o vídeo de divulgação desta mesma exposição que possui a única gravação cantada do hino como música de fundo. Derovolk tentou entrar em contato com o historiador, porém o mesmo disse que não sabia aonde estava a gravação, uma vez que não fora ele quem havia editado o vídeo.
De acordo com Vladimir Poțeluev, este hino foi criado por um pedido feito pelo Supremo Soviético em Moscou, após a anexação da ASSR Moldávia e Bessarábia (a oeste e a leste do território do Rio Dniester) para a União Soviética. Ele também disse que o bronze superior (Stalin e outros) definiram várias regras para os escritores da letra:
- Mencionar o Partido Comunista da União Soviética.
- Mencionar a "libertação" do capitalismo.
- Mencionar o desenvolvimento de infraestruturas com os soviéticos.
- Mencionar a unidade do povo moldavo com o resto da URSS (algo típico nos hinos das repúblicas soviéticas).
- Mencionar a total expulsão dos fascistas em território moldavo (Vitória soviética sobre Hitler).

Letra Rejeitada:
| Emil Samoilă | Leonid Cornenanu | Variante de Liviu Deleanu, rejeitada por agressão |
| --- | --- | --- |
| "Cotropitorii fasciști au cutezat Să înrobească al nostru sfânt pământ. Din piepturi zid de oțel sou elevado. Dușmanului noi eu-sou săpat mormânt! Republică-suroră, în vecii să fii slăvită! În armonie noroadele trăiesc! Puterea lor îi astăzi însutită și din izbândă, izbândă făuresc!" | "Noi veacuri întregi sou zăcut în robir, La Nistru și Prut ne doineam versul trist. Dar Lenin și Stalin ne-au dat bucurie, Ne-dat-o iubitul partid comunist." | "Crescută sub spada lui Ștefan cel Mare și na eslováquia înțeleptului Domn Cantemir, moldávia renaște din noi în hotare, călită în lupte și mari izbândiri." |

## Letra

### 1945–1980
Música por Ștefan Neaga. Letra por Emilian Bukov e Bogdan Istru.

#### Letra emMoldovo/Romeno
| Alfabeto cirílico moldavo (oficial) | Alfabeto latino romeno | Trascrição AFI (dialeto moldavo) |
| I Молдова ку дойне стрэбуне пе плаюрь, Ку поамэ ши пыне пе дялурь ши вэй. Луптынд ку-ажуторул Русией мэреце, А врут неатырнаря пэмынтулуй ей. Рефрен: Славэ ын вякурь, Молдовэ Советикэ, Креште ку алте републичь сурорь, Ши ку драпелул Советик ыналцэ-те, Калия сэ-ць фие авынт креатор. II Пе друмул луминий ку Ленин ши Сталин, Робия боерилор крунць ам ынвинс. Пе ной дин избындэ-н избындэ ыннаинте, Не дуче слэвитул партид комунист. Рефрен III Ын армия ноастрэ, луптынд витежеште, Пе душманий цэрий ый вом бируи, Ши-н маря фамилие а Униуний, Молдова Советикэ-н вечь а-нфлори. Рефрен | I Moldova cu doine străbune pe plaiuri, Cu poamă și pâne pe dealuri și văi. Luptând cu-ajutorul Rusiei mărețe, A vrut neatârnarea pământului ei. Refren: Slavă în veacuri, Moldovă Sovietică, Crește cu alte republici surori, Și cu drapelul Sovietic înalță-te, Calea să-ți fie avânt creator. II Pe drumul luminii cu Lenin și Stalin, Robia boierilor crunți am învins. Pe noi din izbândă-n izbândă înainte, Ne duce slăvitul partid comunist. Refren III În armia noastră, luptând vitejește, Pe dușmanii țării îi vom birui, Și-n marea familie a Uniunii, Moldova Sovietică-n veci a-nflori. Refren | 1 [mol.do.ʝa ku doj.ne strə.bu.ne ce pla.jur] [ku po̯a.mɨ ʃɨ pɨ.ne ce de̯a.lur ʃɨ vəj ‖] [lup.tənd kwa.ʒu.to.rul ru.sɨ.jej mə.rə.tsə] [a vrut ne̯a.tɨr.na.rɛ pə.mɨn.tu.luj jej ‖] [rə.frən] [sla.vɨ ɨɱ va.kur ǀ mol.do.vɨ so.ʝə.ti.kɨ] [krəʃ.te ku al.te rə.pu.bli(t)ʃʲ su.ror] [ʃɨ ku dra.ce.lul so.ʝə.tik ɨ.nal.tsə.te] [ka.lɛ səts çi.je a.vɨnt kra.tor ‖] 2 [ce dru.mul lu.ɲi.nij ku le.nin ʃɨ sta.lin] [ro.ɟi.je bo.je.rɨ.lor krunts am ɨn.ʝins ‖] [ce noj din iz.bɨn.dəʔn̩ iz.bɨn.dɨ ɨ.na.in.te] [ne du.(t)ʃe slə.ʝi.tuʎ car.tid ko.mu.nist ‖] [rə.frən] 3 [ɨn ar.ɲi.je no̯as.trə ǀ lup.tɨnd ʝi.te.ʒəʃ.te] [ce duʃ.ɲa.nij tsə.rɨj ɨj vom ɟi.ru.i] [ʃɨʔɲ̩ ɲa.rɛ ça.ɲi.li.je a u.ni.u.nij] [mol.do.ʝa so.ʝə.ti.kəʔɲ̩ ʝe(t)ʃʲ aɱ.flo.ri ‖] [rə.frən] |

#### Tradução
| Em português | Em russo | Em inglês |
| --- | --- | --- |
| Moldávia com doinas ancestrais em suas terras, Com uvas e pão em suas colinas e vales. Lutando com ajuda da Grande Rússia, Lutou bravamente pela liberdade da sua terra. Coro: Glória através das eras, ó Moldávia Soviética, Crescendo com as outras repúblicas irmãs, E com a bandeira soviética ascende, Pronta para ser tua explosão criativa. Com Lênin e Stalin no caminho iluminado, Derrotamos os nobres cruéis. Para nós de vitória a vitória contra a escravidão, Pelo glorioso Partido Comunista somos guiados! Coro No nosso Exército, lutando valente, Superaremos os inimigos da nação, E na grande família da União, A Moldávia Soviética sempre florecerá. Coro | Молдова с древними дойнами на своих землях, С виноградом и хлебом на холмах и долинах. Борясь с помощью великой России, Она хотела независимости своей земли. Припев: Славься в веках, Советская Молдова, Развивающаяся с другими братскими республиками, И с Советами твой флаг поднимается, Для развития и созидания. Идя по светлому пути с Лениным и Сталиным, Мы победили рабство жестоких дворян. От победы к победе Нас ведёт славная Коммунистическая партия. Припев С нашей армией, борящейся доблестно, Мы преодолеем врагов страны, И в большой семье Союза, Советская Молдавия всегда будет процветать. Припев | Moldova, land of ancestral doinas abound, Its hills and valleys, where grapes and bread are found. With the aid of Great Russia, we fight in battle, To make thy land free, we conquer thy struggle. Refrain: O Soviet Moldova, eternally flourish, With the others, we are able to grow, And around thy Soviet flag, up it riseth, Let the path be thy great gifted flow. Lenin and Stalin, with us, in thy path agleam, We have defeated the cruel boyar's bondage. For us from victory to victory alee, The glorious Communist Party leadeth us! Refrain Among our Army, fighting valiantly, We'll beat the enemies of thy country, And in thy great family of the Union, Soviet Moldavia shall flourish evermore. Refrain |

### 1980–1991
Após a morte de Stalin em 1953, como outros hinos soviéticos, qualquer menção a Stalin foi removida; no entanto, uma nova versão do hino não foi adotada até 1980. O hino foi reescrito dos três versos típicos com refrões (como outros hinos soviéticos) para uma versão com três versos sem refrões. Esta versão foi usada até a dissolução da União Soviética em 1991.
Música por Ștefan Neaga, reformulada por Eduard Lazarev. Letra por Emilian Bukov e Bogdan Istru.

#### Em moldavo/romeno
| Alfabeto cirílico moldavo (oficial) | Alfabeto latino romeno | Trascrição AFI (dialeto moldavo) |
| Молдова Советикэ, плаюл ностру-н флоаре, Алэтурь де алте републичь сурорь. Пэшеште ымпреунэ ку Русия маре, Спре ал Униуний сенин виитор. Дойна ынфрэцирий прослэвеште Цара, Ку ынцелепчиуне кондусэ де Партид. Кауза луй Ленин – каузэ мэряцэ – О ынфэптуеште попорул стрынс унит. Славэ ын вякурь, ренэскут пэмынт! Мунка сэ-ць фие креатор авынт! Ши комунизмул – цел нестрэмутат – Ыналцэ-л прин фапте пентру феричиря та! | Moldova Sovietică, plaiul nostru-n floare, Alături de alte republici surori. Pășește împreună cu Rusia mare, Spre al Uniunii senin viitor. Doina înfrățirii proslăvește Țara, Cu înțelepciune condusă de Partid. Cauza lui Lenin – cauză măreață – O înfăptuiește poporul strâns unit. Slavă în veacuri, renăscut pământ! Munca să-ți fie creator avânt! Și comunismul – țel nestrămutat – Înalță-l prin fapte pentru fericirea ta! | [mol.do.ʝa so.ʝə.ti.kɨ ǀ pla.jul nos.truʔɱ̩ flo̯a.rə] [a.lə.tur de al.te rə.pu.bli(t)ʃʲ su.ror ‖] [pə.ʃəʃ.te ɨm.prəw.nɨ ku ru.sɨ.je ɲa.rə] [sprə al u.ni.u.nij sə.niɲ ʝi.ji.tor ‖] [doj.na ɨɱ.frər.tsɨ.rɨj pro.slə.ʝeʃ.te tsa.ra] [ku ɨn.tsə.lep.(t)ʃi.u.ne kon.du.sɨ de car.tid ‖] [kaw.za luj le.nin ǀ kaw.zɨ mə.ra.tsɨ] [o ɨɱ.fəp.tu.jeʃ.te po.po.rul strɨns u.nit ‖] [sla.və ɨɱ va.kur ǀ rə.nəs.kut pə.mɨnt ‖] [muŋ.ka səts çi.je kra.tor a.vɨnt ‖] [ʃɨ ko.mu.niz.mul tsəl nes.trə.mu.tat] [ɨ.nal.tsəʔl̩ prɨɲ çap.te cen.tru çe.rɨ.(t)ʃi.rɛ ta ‖] |

#### Tradução
| Português | Russo | Inglês |
| --- | --- | --- |
| Moldávia Soviética, nossa terra florescente, Ao lado das outras repúblicas irmãs, Anda junto com a grande Rússia, Em direção ao futuro sereno da União. A doina da irmandade elogia o País, Sabiamente guiada pelo Partido. A causa de Lênin – uma grande causa – É implementado pelo povo unido. Glória através das eras, terra renascida! Que o trabalho seja para ti um grande criador! E o comunismo – este sólido objetivo – Tu erguerás através de feitos para a tua felicidade! | Советская Молдавия, наша цветущая земля, Наряду с другими братскими республиками Идёт вместе с великой Россией К безмятежному будущему Союза. Песня братства восхваляет страну, Мудро возглавляемую Партией. Дело Ленина — великое дело — Осуществляет единение людей. Торжествуй же веками, возрождённая земля! Твоя работа — порыв творца! И коммунизм — упорная цель — На деле тобой возвышается для твоего счастья! | Soviet Moldova, our land of flowers, Along with our sister republics, Together with Great Mother Russia we march on, Toward the Union's future so serene. The fraternal doina the country praiseth, As our great Party sagaciously us leadeth. The cause of Lenin, a cause so noble, Brought about by our undivided people. Of aeons glorious, oh land renewed! For thee may work be a sire great! And communism, this goal unshaken – Thou raisest it through the achievements for thy blessing! |